# Гудзонов чёрный тиранн
Гудзонов чёрный тиранн (лат. Knipolegus hudsoni) — вид птиц из семейства тиранновых. Назван в честь британско-аргентинского орнитолога Уильяма Генри Хадсона (1841—1922).

## Описание
Длина 15,5 см. Оперение самца чёрное, но под крылом имеется лоскут белого цвета. В полёте он заметен, но когда птица сидит на месте невидим.
Птицы перелётные. Гнездятся в Аргентине, а зимуют севернее, достигая Боливии и Парагвая. Обитают в субтропических и тропических кустарниках. Питаются насекомыми.
В брачный период самцы пытаются привлечь внимание самок, постоянно перескакивая с ветки на ветку, а также голосом.
МСОП присвоил виду охранный статус LC.